# 明六雑誌

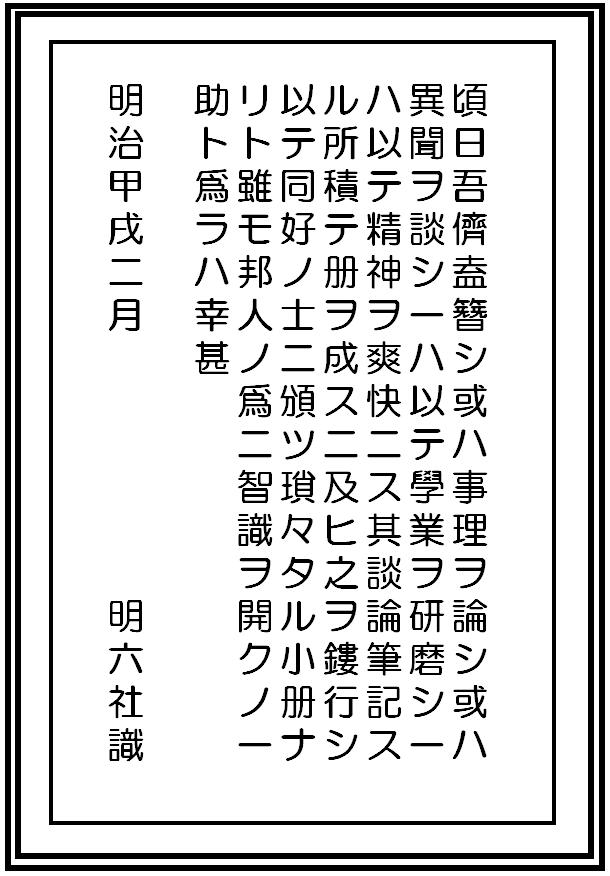
各号の表紙裏に掲載された「発刊の辞」。“近頃友人同士が集まって、ものの道理や耳珍しい話に興じたことによって、学問を切磋琢磨しつつ、不明瞭な点を無くして心を晴れやかにした。その集まりの時の話を書き留めたところ幾冊にもなったので、これを出版し同好の士に配ろうと思う。薄い小冊子だが、人々の知識増進の助けとなれば幸いである。明治七年二月　明六社しるす”

『明六雑誌』（めいろくざっし）は、 明六社の機関誌。 1874年（明治7年）4月2日創刊、1875年（明治8年）11月14日停刊。全43号。
明治維新期の日本における学術総合雑誌で、学会誌の先駆けとなり、文明開化下の日本に大きな影響を与えた刊行物である。

## 書誌情報
- タイトル - 『明六雑誌』
- 発行所 - 報知社
- 発行形態 – 月に平均2回ないし3回刊行、予約購買制もしくは書店販売
- サイズ - 17cm×12cm（B6判相当）、または21cm×14.5cm（A5判相当）、12頁～24頁（平均20頁）、半紙半截二つ折り
- 使用紙 – 和紙（雁皮紙）
- 活字 – 五号活字使用。30字×13行
- 発行部数 - 毎号平均3205冊余発行（第30号森有礼演説による）、あるいは毎号平均2840冊（『内務省第一回年報』による）
- 定価 - 3銭～5銭（頁数により異なる）
- 備考 - 数種の異本あり。『明六雑誌』の雑誌体裁は、明治10年代まで学術雑誌のモデルとなった。

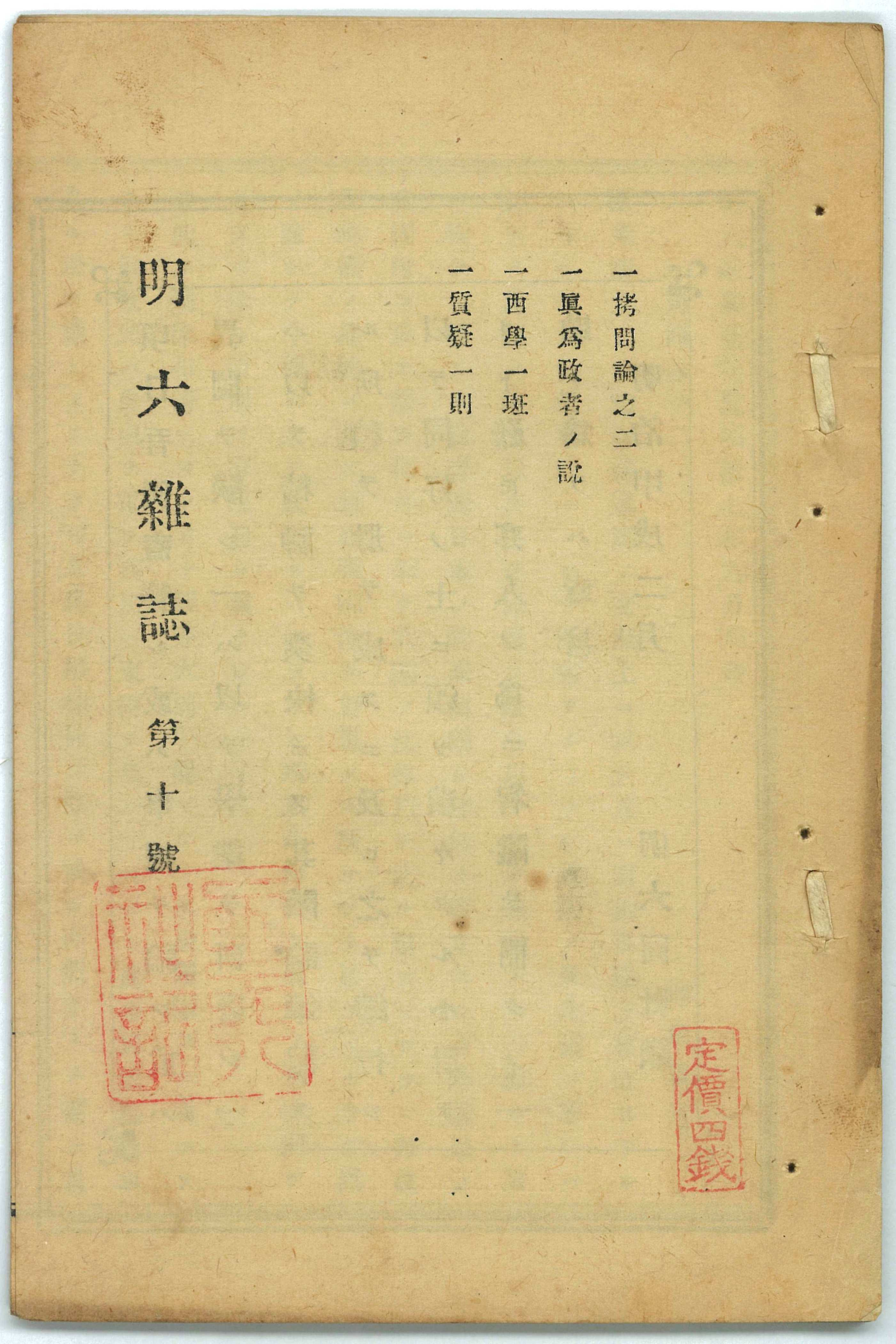
表紙（第十号）
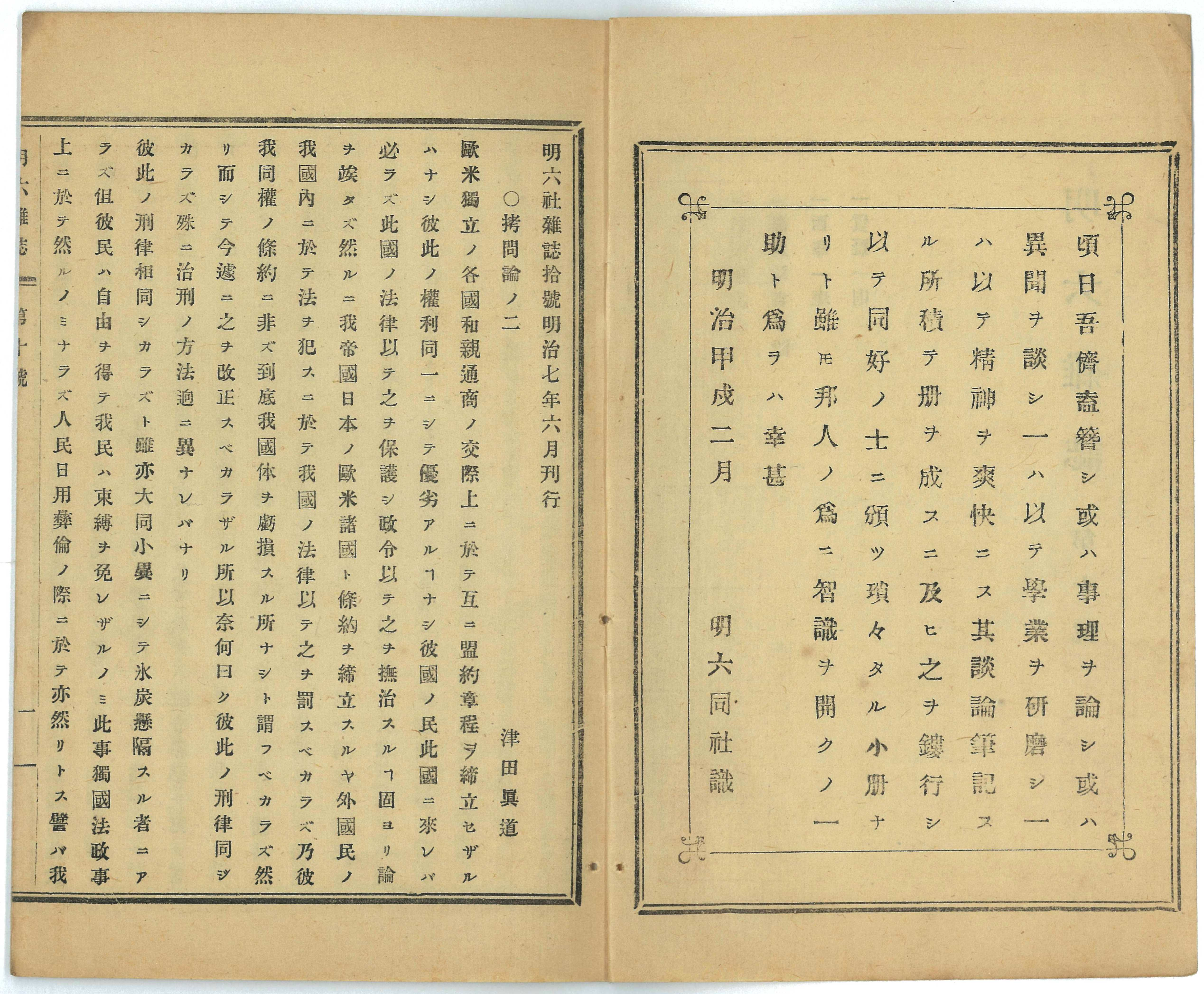
表紙裏（第十号） 発刊の辞（ここでは「明六同社識」となっている）
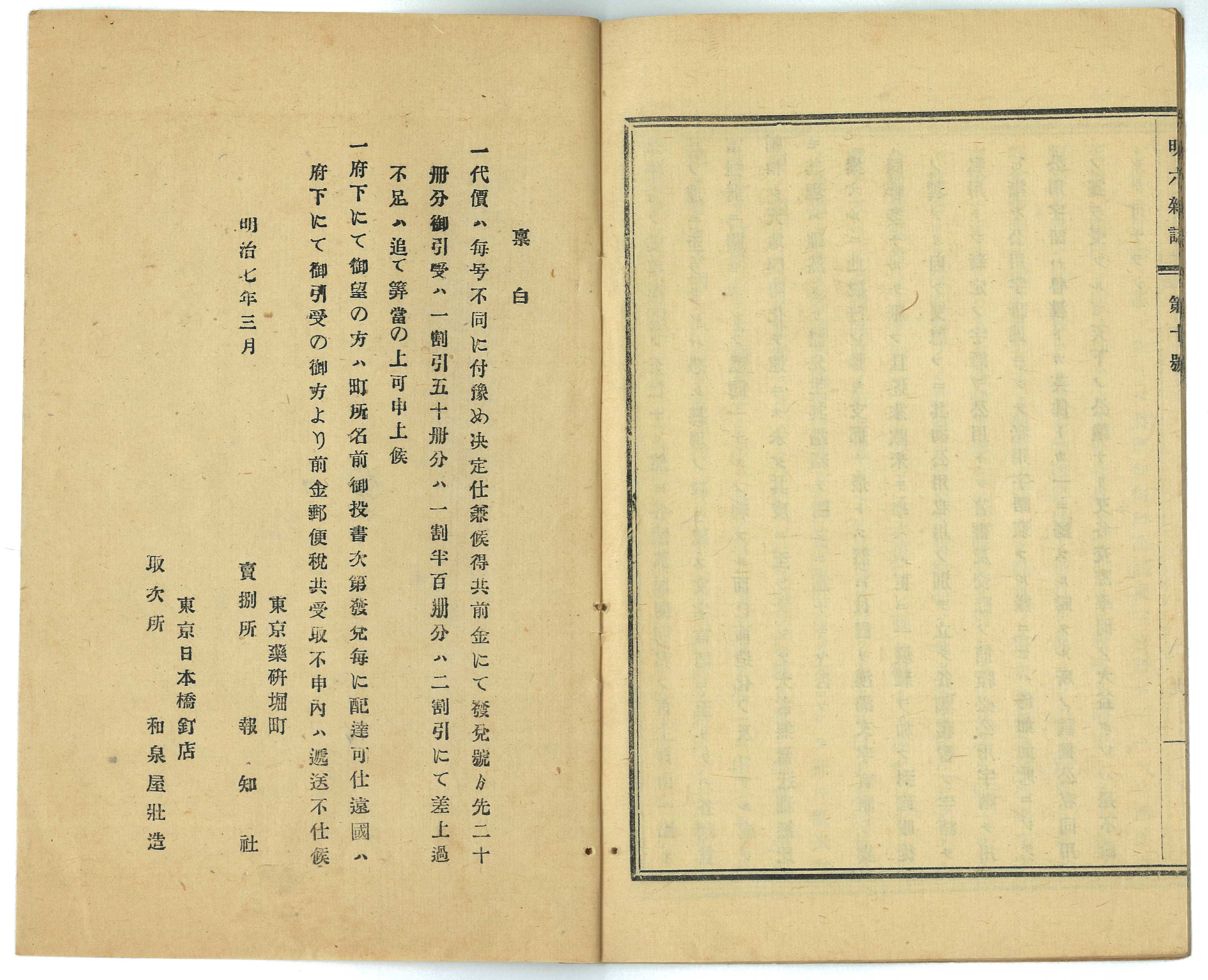
最終頁（第十号） 「稟白」（代価説明）
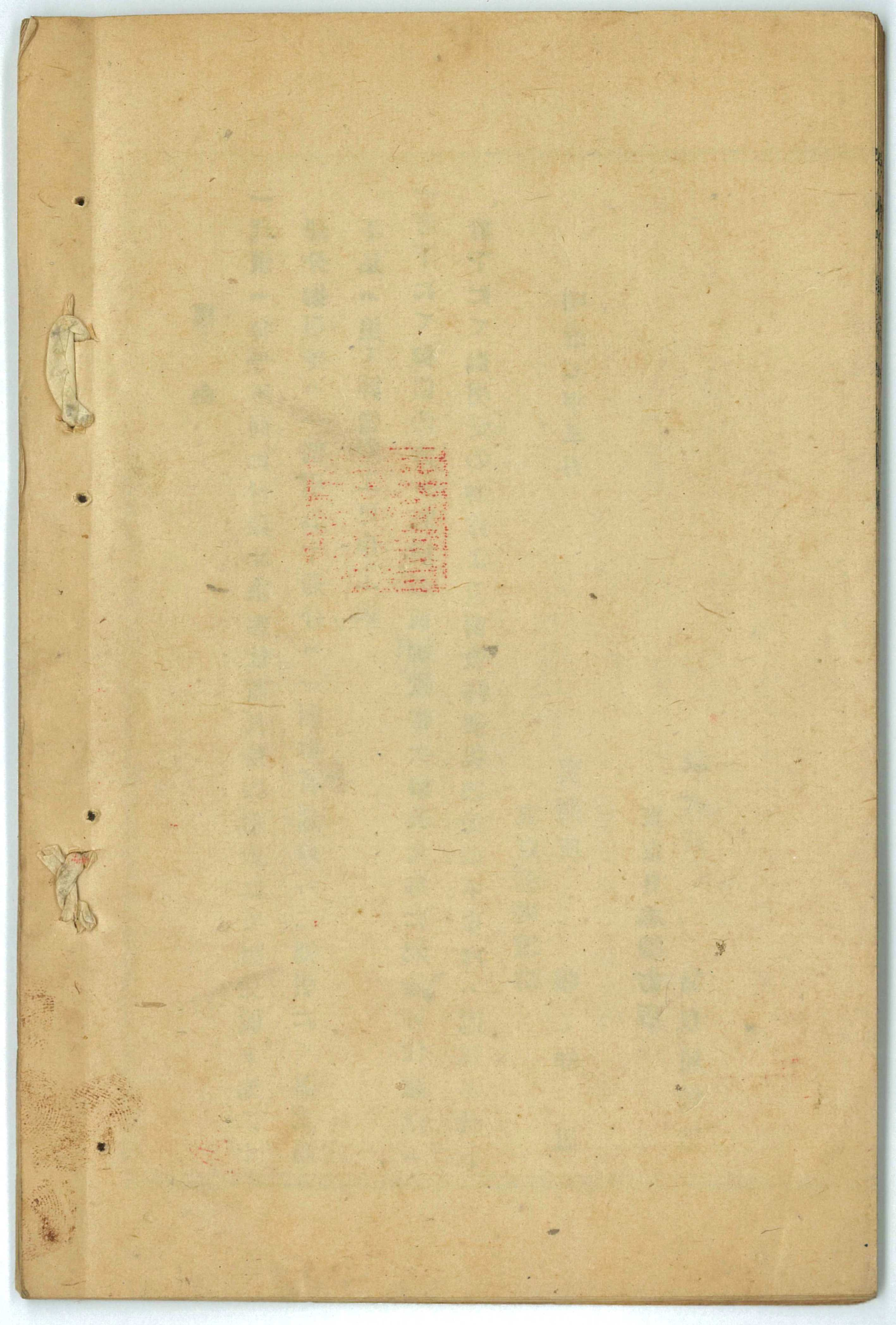
裏表紙（第十号）

## 明六社の発足

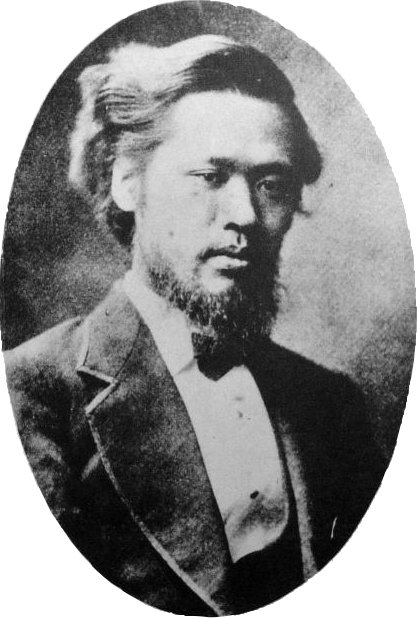
明六社の発起人の一人、森有礼

明六社は、明治初期にアメリカ帰りの森有礼が西村茂樹に相談して設立した結社。社名は明治六年（1873年）に結成されたことに因む。その設立目的は以下のようなものであった。
すなわち西欧のように知識人たちが集って親交と学識を深めつつ、民衆を啓蒙するために設立された団体であった。明治日本にとって最大の目標は、富国強兵を実現し西欧列強に互することであったことはいうまでもない。そのために西欧をモデルとして様々な技術や人（お雇い外国人）、制度を移入することで明治維新が進められたが、やがてそういった枠組みを受容するだけではなく、人間という中身も変革（雑誌のことばでいえば「民心の一新」）することを目指す啓蒙思想が興ってきた。そして「文明国」という「世界標準」に追いつくためには、民衆を「文明国」的「国民」へと改鋳すべきだという使命感を持ち活動した人々を啓蒙家という。この啓蒙家が集まったのが明六社であったのである。
明六社の核となった同人には森、西村に誘われて津田真道、西周、中村正直、加藤弘之、箕作秋坪、福澤諭吉、杉亨二、箕作麟祥など、当時を代表する錚々たる知識人たちが参加した（以下の文では適宜単に名字のみを記す）。かれらには幾つかの共通点がある。まず西村以外は下級武士あるいは庶民といった下層出身者であったこと、次いで明治となる以前から洋学者として頭角を現し、幕府の開成所などに召し抱えられていたことである。これと関連して、その多くが幕末明治期かいずれかに洋行の経験があって、尊皇攘夷思想に染まった経験がなかった。また福澤を除けば、明治以後は官吏として維新政府（太政官）に仕えていたことも特徴といえる。
上記のような欧米事情に明るい知識人たちが、啓蒙するための手段として選択したのが定例演説会と雑誌発行であった。両者は不可分の関係にある。何故なら、定例演説会で個別のテーマについて意見交換し、それを基に筆記したものが『明六雑誌』に掲載されたからである。こうした新しい知の情報伝達は『明六雑誌』の成功に大きく貢献した。ちなみにこの「演説」ということばは福澤がスピーチにあてた訳語であるといわれる。また演説会が開かれたのは、洋食好みが多かったこともあって築地精養軒であった。

## 『明六雑誌』

### 『明六雑誌』の刊行
明六社が結成されてより、年をまたいだ数ヶ月後に『明六雑誌』はようやく刊行された。発売された雑誌はいずれも刊記に発行日が記されているが、それが新聞に出された現実の発行日と一致しないことしばしばあった。たとえば第1号は3月と記されているが、実際には4月2日発行である。これは印刷・編集といった諸問題から発行日が記載されたものとずれたのだと考えられている。また規約によれば、月に二回発行するとなっているが、その点はアバウトであって、創刊時には一気に4冊出版しているが、雑誌の行く末が危ぶまれた時には月に一回しか発行しなかったこともあった。掲載される論説本数も2～6本とばらつきがある。アバウトな点は他にもある。実は『明六雑誌』には幾つか異本が有ることが分かっている。タイトルは「明六雑誌」で知られているが、本文1頁には「明六社雑誌」と表記しているものがほとんどであった。ところがいくつかの号では表紙通り「明六雑誌」と記載されていた。大きさもB6判相当のものとA5判相当のものの二種類あることが確認されている。
雑誌には啓蒙という大目標があるものの、細かい厳密な編集方針はなく、全号を一貫する具体的テーマもない。また個別のテーマに対する論者の姿勢も一人一人異なっており、後述するような特徴はあっても明六社として、雑誌全体として何か統一的なアピール（たとえば民撰議院を導入せよ/するなといったもの）を行うことはなかった。『明六雑誌』は特定の意見を発信するというよりも、様々な問題を提起し、知識を紹介して人々の関心を高めること自体が目的であった。また演説会・雑誌という当時目新しかった情報伝達手段もそれ自体が関心を引くのに十分であった。議論を公開するという点で外向的、意見が統一されていないという点で拡散的であることを『明六雑誌』は性質としていた。
扱う範囲は総合学術誌を目指しただけあって広範で、学者のあり方から妾の是非（男女同権論等）、哲学や信教の自由などの宗教論、文字改良論などの教育論、死刑廃止論等の社会問題関連、貨幣・貿易等の経済諸問題、はては妖怪の類まで、非常に広きにわたる論説・翻訳を扱っている。ただ文学に関してだけは論説が少ない。西周が「知説」（第25号）で文学用語を紹介する程度である。
掲載論説の総数は156本。その内訳は、多い順に並べると津田真道29本、西周25本、阪谷素20本、杉享二13本、森有礼と西村茂樹、中村正直が同列で11本、加藤弘之が10本、神田孝平が9本、箕作麟祥5本、柏原孝明4本、福澤諭吉3本、清水卯三郎2本、箕作秋坪と津田仙、柴田昌吉が並んで各1本である。なお、掲載されたものは明六社同人のものに限られていた。詳しくは後述の「掲載論説一覧」を参照されたい。

### 『明六雑誌』の特徴

#### 制度的改革
分野は多岐に渡るが、それらにはある特徴を看取できる。欧米の諸制度・思想を紹介して、それを文明国標準とする一方で、旧来既存の日本の考え方や制度に批判を加えようとする姿勢である。たとえば津田真道の「拷問論」を例とすると、明治になっても容疑者の取り調べには拷問が認められているが、こうしたことは文明国では認められていないもので、司法への不信や冤罪を生じさせる悪風だと論じている。

#### 民心の一新-国民精神改革-

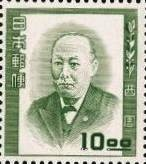
1952年1月31日発行の切手に描かれた西周

上記は制度改革について論じたものの例であるが、一方で国民の考え方、気風を変えるべきとの姿勢も顕著である。中村正直の「人民の性質を改造する説」（第30号）、西周の「国民気風論」（第32号）などにその特徴が濃厚である。たとえば後者を要約すると、日本人の気風には専制政治を甘んじて受ける「奴隷根情〔ママ〕」が見うけられ、幕末まで美点とされてきた「忠諒易直」（心根が真っ直ぐであること）は、鎖国を国是としない明治の世では「無気無力」の別名に過ぎないとまでいう。これは彼らが国民とは何かという問いをもって、西欧の書物を開く時、そこに頻出する“individual”あるいは“individuality”という語彙に触発されてのことである。現在でこそ、このことばには「個人」という訳語が定着しているが、当時は未だ定まった訳語はなかった。自由独立な権利の主体という概念がそれまでの日本には無かったためである。『明六雑誌』では「人々」・「個々人々」（以上西周）、「各個」・「人民各個」（以上西村茂樹）という訳語が当てられており、訳語に苦労したことがうかがえる。つまり彼らのいう日本人に見える「奴隷根情〔ママ〕」なるものは、“individual”（“individuality”）に照らされて浮かび上がった問題意識であった。こうした西欧を指標として日本との落差を計測する姿勢の背後には、一国の文明化・強国化の要件として国民一人 々 の知識獲得や文化程度の向上を求める単線的な発展史観があったのである。

#### 人間観の転換
「忠諒易直」が明治の世にあっては「無気無力」と断ぜられた背後には、人間に対する見方の変化がある。江戸時代に体制教学であった朱子学は人間の欲望充足・利害への関心に厳しい抑制を求めていた。しかし『明六雑誌』の啓蒙主義は、迷信や因習に縛られない自由で合理的な精神を追求し、欲望や利害に関し肯定的な功利主義に立つ人間像をもっていた。たとえば津田真道は「情欲論」（第34号）において情欲を「天性の自然」と肯定し、西周「人世三宝論」（第38号他）では健康と智識と並んで「富有」を宝だと述べている。

#### 啓蒙思想の源泉
『明六雑誌』のこれまで述べてきたような特徴は、彼らの論説に混じって掲載された翻訳の中にその源泉を見ることができる。雑誌に掲載されたのは全156本中16本が翻訳であって、中村正直が7本を占めている。翻訳は特に初期に多く掲載された。取り上げられたのは、ベーコン、トマス・ホッブス、スペンサー、ブルンチュリ、ヘンリー・バックルなどであった。

### 主要な論争
『明六雑誌』は識者同士が議論すること、そしてそれを誌上に掲載することで世論を喚起しようとした新しいメディアである。雑誌に掲載された議論については、その目論見通り様々な反響を呼び、各種新聞には多くの投書が寄せられたという。誌上における有名な論争を挙げるならば、以下のものを無視することはできない。

#### 学者職分論争
この論争は福澤が『明六雑誌』の外から提起したものであった。福澤の代表作『学問のすすめ』第4篇において、学者とは官職に就くべきでなく、野にあるべきである。啓蒙の目的の一つは民衆の無気力・権力への卑屈さを克服することにあるが、それらは専制政府によってもたらされる。つまり真に啓蒙を行おうとすれば、官途にあってはできない、民間の力によって成し遂げられねばならないというのが、福澤の意見であった。そして在官学者を「恰〔あたか〕も娼妓の客に媚るが如し」と痛烈に批判したのである。
これに対して加藤、森、津田、西ら在官組が反論した。ただ福澤も他の同人も基本的に官民協調論に立つことは共通しており、批判は福澤が民に比重を置きすぎているという点に加えられたに過ぎない。それでも在野精神旺盛な福澤は、明六社にあってやや異色なところがあって、他の在官啓蒙家たちに批判的な部分があった。明六社には最後まで在籍したものの、『明六雑誌』には僅か三本しか論説を発表していない。この点につき『学問のすすめ』や『文明論之概略』の執筆時期と重なるとはいえ、少なすぎると指摘する研究もある（戸沢1991）。明六社同人内の官/民をめぐる思惑のすれ違いは、やがて『明六雑誌』停刊の際に噴出することになる。

#### 民撰議院論争

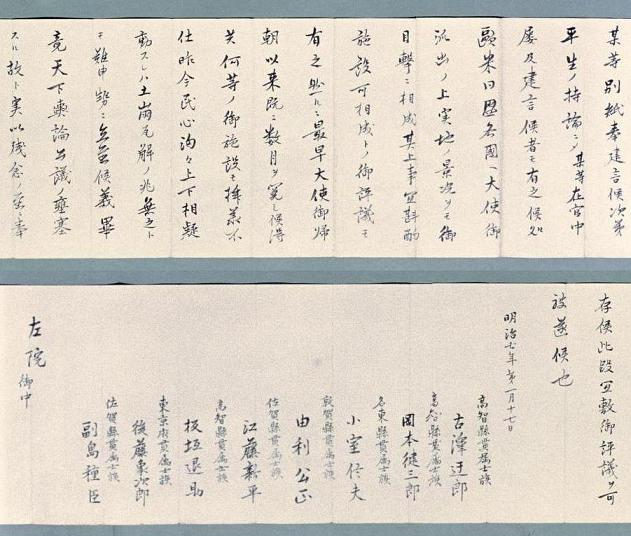
民撰議院設立建白書・序文。『明六雑誌』でもこれを巡り論争が交わされた。

『明六雑誌』が発行されていた時期は、ちょうど自由民権運動の初期と重なる。1874年、板垣退助は民撰議院設立建白書を政府に提出したが、これをめぐって明六社内でも議論が戦わされた。議論の中心となったのは、加藤弘之の民撰議院時期尚早論（「民撰議院不可立の論」第4号）であった。加藤は議院そのものには反対しないものの、国民のレヴェルがまだ議院を必要とするほど発展していないと断じ、啓蒙を通じて文明化を図り、その上で議院制度を導入しようと主張した。いわば漸進論である。森有礼や西周、中村正直、阪谷素、神田孝平もこれに同調する立場であった。一方、西村茂樹は国民が「半開」（文明と野蛮の中間）にあるから時期尚早というのは理由にできない、むしろ議院を設立することで民衆を「文明」へと導くべきと主張し、民撰議院を設立することに積極的な賛成を表明している。民撰議院設立自体を啓蒙の契機と見なす立場であった。議院賛成派は西村の他、津田真道、福澤であった。
『明六雑誌』の論争は、雑誌の枠を超えて反響があった。加藤の時期尚早論に対し、馬城臺二郎（大井憲太郎）が東京日日新聞に反論を掲載した。馬城は「三権分立」で理論武装した上で、藩閥政治を打破するためには、まず民撰議院設立が必要であると述べた。これに対し加藤は「半開」の国家で議院を設立しても「有司専制」（官僚独裁）に陥るだけだとして、最後まで慎重であった。
この論争はあくまで民撰議院の設置時期に限定されるものであって、それ以上の深みは無かったけれども、民撰議院が世情の関心の的となったことで、本格的な自由民権運動の種子をまいたと評価されている。

#### 妻妾論論争
この論争は、森の「妻妾論」（第8号他、下記外部リンクで実物写真を見ることができる）を契機に起こったものである。森は非常に西欧文明に傾倒した人物で、その男女観・結婚観も西欧を基準としていた。すなわち「妻妾論」の根底には 一夫一婦制が自然という観念があったし、また自身の結婚も契約結婚であった。そういう森の眼には、日本における畜妾制・妻妾同居は不自然極まりないものとして映じた。それ故「妻妾論」では夫婦は必ず平等であるべきであって、家父長専制は文明に悖る、女性には家庭内の要である妻としての役割、教育を担う母としての役割があって、それを尊重すべきとした。つまり役割論に基礎を置いた夫婦平等がその内容であった。森の夫婦同等論は、夫婦同権論にまで踏み込むものでは無かったが、その後自由民権運動などと交叉する中で婦権拡張論として受け取られるようになっていった。
これに対し鋭い対立を見せたのが、加藤弘之と津田真道であった。加藤は「夫婦同権の流弊論」（第31号）において、西欧のレディファーストの慣習を取り上げ、これを東洋の人が真似るのは夫婦同権の行き過ぎた結果だと批判し、婦権拡張に極めて冷淡であった。その点津田も変わりない。加藤らは婦権拡張にも批判的で、婦人参政権を批判し、加藤は少年・凶人〔ママ〕・犯罪者・極貧者と並んで婦人に選挙権を与えないことを「正理」とした。
結果から言えば「妻妾論論争」は、夫婦間の私的な空間における男女平等については積極的な問題提起をしたが、公的な空間における政治的・社会的な男女同権については消極的姿勢に甘んじたと言って良い。しかし日本における家父長的家族制度に批判的な視線を投げかけたことにより、徐々に西欧的結婚観への支持を広げ、 1882年（明治15年）には妾という存在は少なくとも法的には認められないものとなった。

#### 国語国字論争
上記論争は様々な影響を残したが、それ以外にも見逃せない論争がある。たとえば創刊号において掲載された国語国字論争がそうである。自国の言語をどう表記するかということ、つまり国語国字問題は、文明開化を推進するにあたって、遅れた文明とされた東洋文明から離脱し、西洋文明に仲間入りする方法の一つとして論じられた。中国文明の影響を脱すること、文字を簡単にして読めない人を無くし文明化をはたすというのが、その理由であった。明六社誕生以前、まずこの問題について意見表明したのは前島密で、彼は漢字を廃止し、平仮名を英語のように分かち書きにすることを提唱した。しかし、『明六雑誌』創刊号に掲載された西周の「洋字を以て国語を書するの論」は、より過激であった。漢字どころか仮名文字も廃し、「洋字」すなわちアルファベットを用いたローマ字で日本語を表記すべきと主張した。西欧言語習得が簡単になること、翻訳の際、西欧学問の用語をそのまま、つまり適切な訳語を作る苦労無しに、移入できることを理由とした。
これに対し西村茂樹は同じ号で、表記をどうするかは開化が進めば論ずればよく、今は教育などを優先すべきと反論した。また清水卯三郎は、前島密と同様平仮名を用いるべきとの論説を発表した（第七号）。これは一般民衆にも知られているからという理由からであった。しかし雑誌内ではこれ以上の議論にはならず、他の同人からの論説は掲載されていない。ただどちらの説もその後受け継がれていった。まず仮名文字表記論の方は清水が、大槻文彦らと1883年（明治16年）に「かなのくあい（かなの会）」を設立し、精力的に運動を展開した。発足当時200名だった会員は、翌年には2000名を超える会員を獲得した。またローマ字表記論は1884年（明治17年）「ローマ字会」が設立された。

### 影響について

#### 読者層
明六社が発足してより約一年後、社長であった森有礼は『明六雑誌』の毎月の売れた部数は平均3205冊であると演説で述べている。現在の我々の感覚からすると、存外少ない観があるが、雑誌というものが初めて登場した明治初期にあってこれは驚異的な売れ行きであったと言わねばならない。それは広範な読者層を想定させるに十分であろう。また『明六雑誌』の論説は、各地の新聞に（無断?）転載されることも多かったので、さらに一層の広がりを持っていたといえる。雑誌に対する熱い支持は、以下のような新聞への投書に見ることができる。
明六雑誌は当今の有名の諸学士論著する所にして、議事の確、行文の実なる、其警醒〔けいせい、警告・注意喚起〕の益、提撕〔ていせい、後進を励まし指導すること〕の功に於て他書の比す可きに非れば、在官伏野を問はず必らず一部を挟んで之を読まざるを得ず。（『横浜毎日新聞』明治7年5月2日、〔〕内加筆者）
数々の投書にある署名からして、官吏や学生、書生、村役人、旧士族、豪農、豪商など知識人層に読まれていたことが分かる。地域という点からいえば、雑誌は東京周辺だけで読まれただけではなく、大阪や広島、青森など全国各地の人士にも読まれていた。その中に植木枝盛がいた。彼は16歳の時『明六雑誌』を読み、感動して高知から上京して定例演説会に足繁く通うほどであった。植木は明六社の演説会と『明六雑誌』に触れて自由民権に目覚めていったが、これは『明六雑誌』が、地方人士の自由民権運動に参加するきっかけとなった一例である。
『明六雑誌』の登場と広範な読者の獲得、その論説の地方新聞への転載とそれへの反響としての読者の投稿、これらは様々な問題関心を共有する言論空間を生み出した。各地の知識人層を、自由民権問題を通じて結びつかせ、同じ問題意識を共有させたといえる。それは明六社が標榜する啓蒙の成功を意味した。この言論空間の痕跡は以下に見るように、現在の我々が使用することばにも見つけることができる。

#### 和製漢語
新思想の紹介は、必然的に新たな語彙の発明を伴う。それまで無かった概念にネーミングする必要があるからである。そしてその定着の為には、その語彙を使用する共通の場とある程度の広がりが必要とされよう。『明六雑誌』はそれを提供する役割を果たした。上記“individual”に当てられた様々な訳語はその一端であるが、“individual”の場合、『明六雑誌』の訳語は定着しなかった。しかし文明開化に非常な影響力を持っていたこの雑誌に由来する新語彙・訳語は多い。それらは、いわば『明六雑誌』発の和製漢語である。あるいは、発明せずとも雑誌で使用されることで一般化した語彙もある。両者を分かつことは難しいので厳密には分類せず、『明六雑誌』に登場し、現代まで残った語彙のうち代表的なものを列挙する。
科学、農学、洋学、洋風、珪素、砒素、電磁、冤罪、検事、議会、領事、領事館、圧政、学制、原価、資金、外債、社交、社用、官権、広告、眼識、痴呆、熱心、保健、確保、確立、過食、玩具、現象、工場、申告
この他従来からあったことばや中国由来のことばを借用し、意味を転用したものもある。代表的なものとしては「国債」、「哲学」、「社会」などがある。
定着した新語彙のうちのいくつかは、その後東アジアにおとずれた日本ブームによって、隣国の中国や朝鮮にも伝播した。「社会」などは元々南宋の書『近思録』（朱子・呂祖謙共同編集）に登場する語彙であるから、装いも新たに大陸に逆輸入されたといってよい。そうした側面からすると、『明六雑誌』の影響は日本国内に留まるものではなく、周辺諸国にも及んでいたと言える。

### 『明六雑誌』の停刊
順調なスタートをきった『明六雑誌』であったが、それに暗い陰を投げかける条例が創刊翌年に公布された。讒謗律と新聞紙条例である。西欧的近代化を図る中で新たなメディアとして新聞や『明六雑誌』のような雑誌が次々と誕生したが、自由民権運動が高まると、それを苦々しく思っていた薩長藩閥政府はメディア統制を試み、さきの二つの条例を出したのである。具体的には新聞や雑誌を発行する場合、必ず内務省に届け出て許可を得ることや、掲載する記事・論説に書いた人間の署名をつけることなどが義務づけされた。加えて太政官から官吏たるものは官報公告以外のメディアに政務についてコメントしてはならないという通達が出た。
『明六雑誌』は、特に政府の目の敵にされた訳ではなかった。しかし政府とメディアの対立を等閑視できることもできなかった。発起人であった森有礼は明六社を純粋に学術的な啓蒙団体として構想し、また第30号で「時の政事に係はりて論するか如きは本来吾社開会の主意に非す」と言うように、非政治的であることを旨とした。しかし上で見たように『明六雑誌』には自由民権運動についての論説がしばしば掲載され、各種新聞で多くの反響を呼び、植木枝盛のような熱狂的な支持者を生み出すきっかけともなっていた。そもそも第30号での森の発言自体、そう言わねばならないほど明六社とその雑誌が政治的な性格を次第に帯びてきたことへの危惧の念の表明だったのである。
しかし官僚であり続けながら非政治的であろうとする森の姿勢には無理があったと言わねばならない。一方福澤諭吉は「学者職分論」以来、こうした官/民の立場の違いに意識的であり続けた。政府のメディア規制を前にして官僚兼啓蒙者は啓蒙者たり続けられるのかという問題は、明六社同人間の温度差を浮き彫りにし、雑誌の行く末をめぐって対立することになる。1875年9月、ついに箕作秋坪や福澤の停刊提案をきっかけに第43号で停刊中絶となった。森、津田真道、西周らは刊行継続を唱えたが、多くの社員は活動停止を支持した。明六社自体は、明六会と名を変え、親睦会的な内輪の会合となった。

### 『明六雑誌』が残したもの
足かけ二年で停刊した『明六雑誌』であったが、その残したものは小さくはなかった。確かに途中で掲載が終わった論説もあり、議論が議論のまま終了するものもあった。問題の解決を後世に託して終了したとも言えなくはない。しかし民撰議院設立論争にしても、女性問題・国語国字問題にしても、後世の社会に芽吹く種子を植え付けたことは歴史的に明らかであった。定例演説会や、学術雑誌発行という啓蒙スタイルも先駆的であった。

## 『明六雑誌』掲載論説一覧
- 凡例 1 - この表は参考文献に挙がっている明治文化全集本目次、戸沢本の論説一覧、山室・中野目校注本目次を相互参照して作成。タイトルに異同がある場合は、一番新しい山室・中野目校注本に従った。記載の基準はわかりやすさを優先し山室・中野目校注本に従った。明治文化全集本や戸沢本は明確な誤りだと分かっていても、原著の正確性を優先しそのまま記載している。たとえば第八号表紙に「教門論五」とあるが正しくは掲載四回目である。この場合山室・中野目校注本に従い、「教門論四」とした。外部リンク参考のこと。
- 凡例 2 – 片仮名は平仮名に改めた。
- 凡例 3 – 翻訳は論説タイトルを斜体としてある。
- 凡例 4 – （）内は実際の発売日、?は不明であることを意味する。
- 凡例 5 – 重要と思われる論説、わかりにくい語句には備考で簡単に解説した。

### 掲載論説一覧 1（1874年）
| 号 数  | 年月（発行日）          | 著者名     | 論説名                                                                     | 備 考 |
| ------ | ----------------------- | ---------- | -------------------------------------------------------------------------- | --- |
| 第1号  | 明治7年3月（4月3日）    | 西周       | 洋字を以て国語を書するの論                                                 | 国語国字論争に一石を投じた論説とそれへの反論。 |
| 第1号  | 明治7年3月（4月3日）    | 西村茂樹   |                                                                            | 国語国字論争に一石を投じた論説とそれへの反論。 |
| 第2号  | 明治7年?月（4月8日）    | 加藤弘之   | 福澤先生の論に答う                                                         | この号の論説は福澤の『学問のすすめ』所収の「学者職分論」への反論となっている。                                                                     |
| 第2号  | 明治7年?月（4月8日）    | 森有礼     | 学者職分論の評                                                             | この号の論説は福澤の『学問のすすめ』所収の「学者職分論」への反論となっている。                                                                     |
| 第2号  | 明治7年?月（4月8日）    | 津田真道   | 学者職分論の評                                                             | この号の論説は福澤の『学問のすすめ』所収の「学者職分論」への反論となっている。                                                                     |
| 第2号  | 明治7年?月（4月8日）    | 西周       | 非学者職分論                                                               | この号の論説は福澤の『学問のすすめ』所収の「学者職分論」への反論となっている。                                                                     |
| 第3号  | 明治7年?月（?）         | 森有礼     | 開化第一話                                                                 | |
| 第3号  | 明治7年?月（?）         | 西村茂樹   | 陳言一則                                                                   | |
| 第3号  | 明治7年?月（?）         | 森有礼     | 民撰議院設立建言書の評                                                     | |
| 第3号  | 明治7年?月（?）         | 杉享二     | 峨国彼得王の遺訓                                                           | 「峨国」とはロマノフ朝ロシア、「彼得王」とはピョートル一世。                                                                                       |
| 第3号  | 明治7年?月（?）         | 津田真道   | 開化を進る方法を論ず                                                       | 宗教による開化を説く。 |
| 第3号  | 明治7年?月（?）         | 西周       | 駁旧相公議一題                                                             | 「旧相公」とは征韓論で下野し、自由民権論を唱えた参議たちを指す。                                                                                   |
| 第4号  | 明治7年?月（4月2日）    | 箕作麟祥   | 人民の自由と土地の気候と互に相関するの論一                                 | モンテスキュー『法の精神』から一部を抽出して訳したもの。                                                                                           |
| 第4号  | 明治7年?月（4月2日）    | 加藤弘之   | ブルンチュリ氏の国法汎論摘訳民撰議院不可立の論                             | スイスの法学者ブルンチュリ『国法汎論』の一部を訳したもの。ブルンチュリは啓蒙思想家に大きな影響を与え、中国にも梁啓超を通じ大きな影響を与えている。 |
| 第4号  | 明治7年?月（4月2日）    | 杉享二     | 仏人シュルリー氏国の衰微に赴く徴候を挙る条目                               | 「シュルリー」とはフランスブルボン朝の財政改革で名をはせたシュリーのこと。                                                                         |
| 第4号  | 明治7年?月（4月2日）    | 西周       | 教門論一                                                                   | 信教の自由について述べる。 |
| 第4号  | 明治7年?月（4月2日）    | 西周       | 煉火石造の説                                                               | 「煉火」とはレンガ。堅牢な国家を如何に作るかを論じる。                                                                                             |
| 第5号  | 明治7年?月（4月15日）   | 津田真道   | 保護税を非とする説                                                         | |
| 第5号  | 明治7年?月（4月15日）   | 西周       | 教門論二                                                                   | |
| 第5号  | 明治7年?月（4月15日）   | 杉享二     | 北亜米利加合衆国の自立                                                     | 「北亜米利加」とは北アメリカを指す |
| 第5号  | 明治7年?月（4月15日）   | 箕作麟祥   | 人民の自由と土地の季候と互に相関するの論二                                 | |
| 第5号  | 明治7年?月（4月15日）   | 加藤弘之   | 米国政教一                                                                 | J.P.トムソン『アメリカにおける教会と国家』一章の摘訳。                                                                                             |
| 第6号  | 明治7年?月（4月28日）   | 津田真道   | 出版自由ならんことを望む論                                                 | 出版条例への反論。 |
| 第6号  | 明治7年?月（4月28日）   | 西周       | 教門論三                                                                   | |
| 第6号  | 明治7年?月（4月28日）   | 加藤弘之   | 米国政教二                                                                 | |
| 第6号  | 明治7年?月（4月28日）   | 森有礼     | 宗教                                                                       | スイス国際法学者ヴァッテル『国際法』の一部を訳したもの。                                                                                           |
| 第6号  | 明治7年?月（4月28日）   | 柴田昌吉   | ヒリモア万国公法のうち宗教を論ずる章                                       | イギリスの国際法学者フィルモアの著書『国際法注釈』から一部を翻訳したもの。                                                                         |
| 第7号  | 明治7年5月（5月17日）   | 森有礼     | 独立国権議                                                                 | 条約改正のための方策を論ずる。 |
| 第7号  | 明治7年5月（5月17日）   | 加藤弘之   | 武官の恭順                                                                 | |
| 第7号  | 明治7年5月（5月17日）   | 箕作麟祥   | 開化の進むは政府に因らず人民の衆論に因るの説バックル氏の英国開化史より抄訳 | H.T.バックル『イギリス文明史』第五章の適訳。この本は『文明論之概略』にも大きな影響を与えている。                                                   |
| 第7号  | 明治7年5月（5月17日）   | 杉享二     | 南北米利堅連邦論                                                           | 「米利堅」とはアメリカを指す。国家盛衰論。 |
| 第7号  | 明治7年5月（5月17日）   | 津田真道   | 拷問論一                                                                   | |
| 第7号  | 明治7年5月（5月17日）   | 清水卯三郎 | 平仮名の説                                                                 | 清水は明六社の会計責任者。書店瑞穂屋の主人でもある。                                                                                               |
| 第8号  | 明治7年5月（5月31日）   | 津田真道   | 服章論                                                                     | |
| 第8号  | 明治7年5月（5月31日）   | 森有礼     | 妻妾論一                                                                   | |
| 第8号  | 明治7年5月（5月31日）   | 箕作秋坪   | 教育談                                                                     | |
| 第8号  | 明治7年5月（5月31日）   | 杉享二     | 空商の事を記す                                                             | 「空商」とは株などの投資事業。このことばは定着しなかった。                                                                                         |
| 第8号  | 明治7年5月（5月31日）   | 西周       | 教門論四                                                                   | 雑誌では五となっているが、実際は四。 |
| 第8号  | 明治7年5月（5月31日）   | 津田真道   | 本は一つにあらさる論                                                       | 世界が諸要素からなっていることを述べ、国家も君主という一要素にのみ還元できないことをのべる。                                                       |
| 第9号  | 明治7年6月（6月12日）   | 津田真道   | 運送論                                                                     | |
| 第9号  | 明治7年6月（6月12日）   | 箕作麟祥   | リボルチーの説                                                             | 「リボルチー」とは、“liberty”のこと。すなわち自由について論じる。                                                                                  |
| 第9号  | 明治7年6月（6月12日）   | 西周       | 教門論五                                                                   | 雑誌では六となっているが、実際は五。 |
| 第9号  | 明治7年6月（6月12日）   | 津田真道   | 政論一                                                                     | 日本の政治制度と他国のそれを比較した論。 |
| 第10号 | 明治7年6月（6月28日）   | 津田真道   | 拷問論二                                                                   | |
| 第10号 | 明治7年6月（6月28日）   | 杉享二     | 真為政者の説                                                               | 政治家の資質論。 |
| 第10号 | 明治7年6月（6月28日）   | 中村正直   | 西学一斑                                                                   | ブリタニカ百科事典第一巻を下敷きにした欧米学問の紹介。                                                                                             |
| 第10号 | 明治7年6月（6月28日）   | 阪谷素     | 質疑一則                                                                   | |
| 第11号 | 明治7年6月（7月4日）    | 津田真道   | 政論二                                                                     | |
| 第11号 | 明治7年6月（7月4日）    | 森有礼     | 妻妾論二                                                                   | |
| 第11号 | 明治7年6月（7月4日）    | 中村正直   | 西学一斑二                                                                 | |
| 第11号 | 明治7年6月（7月4日）    | 阪谷素     | 質疑一則                                                                   | 国語国字問題についての意見。 |
| 第12号 | 明治7年6月（7月17日）   | 西周       | 教門論六                                                                   | 雑誌では七となっているが、実際は六。 |
| 第12号 | 明治7年6月（7月17日）   | 津田真道   | 政論三                                                                     | |
| 第12号 | 明治7年6月（7月17日）   | 中村正直   | 西学一斑三                                                                 | |
| 第13号 | 明治7年6月（?）         | 加藤弘之   | 米国政教三                                                                 | |
| 第13号 | 明治7年6月（?）         | 津田真道   | 想像論                                                                     | |
| 第13号 | 明治7年6月（?）         | 阪谷素     | 民撰議院を立るには先政体を定むべきの疑問                                   | |
| 第14号 | 明治7年7月（8月7日）    | 西周       | 知説一                                                                     | |
| 第14号 | 明治7年7月（8月7日）    | 箕作麟祥   | リボルチーの説二                                                           | |
| 第14号 | 明治7年7月（8月7日）    | 杉享二     | 貨幣の効能                                                                 | |
| 第14号 | 明治7年7月（8月7日）    | 津田真道   | 天狗説                                                                     | 迷信を否定する論 |
| 第15号 | 明治7年8月（9月7日）    | 森有礼     | 妻妾論三                                                                   | |
| 第15号 | 明治7年8月（9月7日）    | 中村正直   | 西学一斑四                                                                 | |
| 第15号 | 明治7年8月（9月7日）    | 阪谷素     | 租税の権上下公共すべきの説                                                 | |
| 第15号 | 明治7年8月（9月7日）    | 津田真道   | 政論四                                                                     | |
| 第16号 | 明治7年?月（9月22日）   | 津田真道   | 政論五                                                                     | |
| 第16号 | 明治7年?月（9月22日）   | 杉享二     | 人間公共の説一                                                             | |
| 第16号 | 明治7年?月（9月22日）   | 中村正直   | 西学一斑五                                                                 | |
| 第16号 | 明治7年?月（9月22日）   | 西周       | 愛敵論                                                                     | |
| 第17号 | 明治7年9月（9月30日）   | 神田孝平   | 財政変革の説                                                               | |
| 第17号 | 明治7年9月（9月30日）   | 津田真道   | 地震の説                                                                   | |
| 第17号 | 明治7年9月（9月30日）   | 西周       | 知説二                                                                     | |
| 第18号 | 明治7年10月（10月25日） | 津田真道   | 西洋の開化西行する説                                                       | |
| 第18号 | 明治7年10月（10月25日） | 加藤弘之   | 軽国政府                                                                   | |
| 第18号 | 明治7年10月（10月25日） | 杉享二     | 人間公共の説二                                                             | |
| 第18号 | 明治7年10月（10月25日） | 阪谷素     | 火葬の疑                                                                   | |
| 第18号 | 明治7年10月（10月25日） | 西周       | 情実説                                                                     | |
| 第18号 | 明治7年10月（10月25日） | 神田孝平   | 国楽を振興すへきの説                                                       | |
| 第19号 | 明治7年10月（11月4日）  | 西周       | 秘密説                                                                     | |
| 第19号 | 明治7年10月（11月4日）  | 神田孝平   | 民撰議院の時未た至らさるの論                                               | |
| 第19号 | 明治7年10月（11月4日）  | 阪谷素     | 尊異説                                                                     | |
| 第19号 | 明治7年10月（11月4日）  | 杉享二     | 人間公共の説三                                                             | |
| 第20号 | 明治7年11月（11月29日） | 津田真道   | 新聞紙論                                                                   | |
| 第20号 | 明治7年11月（11月29日） | 森有礼     | 妻妾論四                                                                   | |
| 第20号 | 明治7年11月（11月29日） | 阪谷素     | 狐説の疑                                                                   | 迷信を否定する論 |
| 第20号 | 明治7年11月（11月29日） | 阪谷素     | 狐説の広義                                                                 | |
| 第20号 | 明治7年11月（11月29日） | 西周       | 知説三                                                                     | |
| 第21号 | 明治7年11月（12月14日） | 福澤諭吉   | 征台和議の演説                                                             | 台湾出兵についての論説。 |
| 第21号 | 明治7年11月（12月14日） | 津田真道   | 三聖論                                                                     | 「三聖」とは 釈迦・キリスト・孔子を指す。 |
| 第21号 | 明治7年11月（12月14日） | 杉享二     | 人間公共の説四                                                             | |
| 第21号 | 明治7年11月（12月14日） | 阪谷素     | 女飾の疑                                                                   | |
| 第22号 | 明治7年12月（12月19日） | 西周       | 知説四                                                                     | |
| 第22号 | 明治7年12月（12月19日） | 津田真道   | 夫婦有別論                                                                 | 森「妻妾論」への反論 |
| 第22号 | 明治7年12月（12月19日） | 阪谷素     | 政教の疑一                                                                 | |
| 第22号 | 明治7年12月（12月19日） | 清水卯三郎 | 化学改革の大略                                                             | |
| 第22号 | 明治7年12月（12月19日） | 神田孝平   | 紙幣引換懇願録貨幣四録一                                                   | |
| 第23号 | 明治7年12月（?）        | 西周       | 内地旅行                                                                   | |
| 第23号 | 明治7年12月（?）        | 神田孝平   | 正金外出嘆息録貨幣四録二                                                   | |
| 第23号 | 明治7年12月（?）        | 中村正直   | 西学一斑六                                                                 | |
| 第24号 | 明治7年12月（?）        | 津田真道   | 内地旅行論                                                                 | |
| 第24号 | 明治7年12月（?）        | 杉享二     | 貿易改正論                                                                 | |
| 第25号 | 明治7年12月（?）        | 西周       | 知説五                                                                     | |
| 第25号 | 明治7年12月（?）        | 阪谷素     | 政教の疑二                                                                 | |
| 第25号 | 明治7年12月（?）        | 津田真道   | 怪説                                                                       | 人々よ、怪しいことなど何もないのだよ、と呼びかける論説。                                                                                           |

### 掲載論説一覧 2（1875年）
| 号 数  | 年月（発行日）                | 著者名   | 論説名                         | 備 考 |
| ------ | ----------------------------- | -------- | ------------------------------ | --- |
| 第26号 | 明治8年1月（?）               | 福澤諭吉 | 内地旅行西先生の説を駁す       | 「西先生」とは西周を指す。 |
| 第26号 | 明治8年1月（?）               | 津田真道 | 貿易権衡論                     | |
| 第26号 | 明治8年1月（?）               | 神田孝平 | 紙幣成行妄想録貨幣四録三       | |
| 第27号 | 明治8年2月（2月13日）         | 森有礼   | 妻妾論五                       | |
| 第27号 | 明治8年2月（2月13日）         | 阪谷素   | 民撰議院変則論一               | |
| 第28号 | 明治8年2月（2月19日）         | 阪谷素   | 民撰議院変則論二               | |
| 第28号 | 明治8年2月（2月19日）         | 西村茂樹 | 政体三種説一                   | 「因襲政治」・「因襲道理混合政治」・「道理政治」という西村独自の政体論を論じる。                                                           |
| 第28号 | 明治8年2月（2月19日）         | 西村茂樹 | 政体三種説二                   | |
| 第29号 | 明治8年2月（2月26日）         | 西周     | 網羅議院の説                   | |
| 第29号 | 明治8年2月（2月26日）         | 西村茂樹 | 自由交易論                     | |
| 第29号 | 明治8年2月（2月26日）         | 柏原孝章 | 教門論疑問一                   | 西周の「教門論」への反論。 |
| 第30号 | 明治8年2月（3月8日）          | 森有礼   | 明六社第一年回役員改選に付演説 | 毎号平均3205冊売れたことを報告し、その売上金で明六社の会館を建設する計画を述べる。                                                         |
| 第30号 | 明治8年2月（3月8日）          | 津田真道 | 人材論                         | 有為の人材は君主専制の地域では輩出されない、我が国も「自由自主独立不羈の気象」を涵養する必要がある、と説く。                               |
| 第30号 | 明治8年2月（3月8日）          | 柏原孝章 | 教門論疑問二                   | |
| 第30号 | 明治8年2月（3月8日）          | 中村正直 | 人民の性質を改造する説         | 民撰議院を作るので有れば、人民の質のレヴェルが上げねばならず、それには「教法」と「芸術」が必要という。                                     |
| 第31号 | 明治8年3月（3月15日）         | 加藤弘之 | 夫婦同権の流弊論一             | |
| 第31号 | 明治8年3月（3月15日）         | 加藤弘之 | 夫婦同権の流弊論二             | |
| 第31号 | 明治8年3月（3月15日）         | 西村茂樹 | 修身治国非二途論               | 大学のことば「修身治国」に依拠しつつ個人的な身を慎むことと政治の善し悪しは、別物でなく連続していることを説く。                             |
| 第31号 | 明治8年3月（3月15日）         | 柏原孝章 | 教門論疑問三                   | |
| 第31号 | 明治8年3月（3月15日）         | 福澤諭吉 | 男女同数論                     | 男女同権論への意見。男女は同数なので、男一人に女性が数人というのでは「十露盤〔そろばん〕の勘定合はぬゆえ宜しからすのみ」と論じる。福澤節。 |
| 第32号 | 明治8年3月（3月25日）         | 西周     | 国民気風論                     | |
| 第32号 | 明治8年3月（3月25日）         | 阪谷素   | 妾説の疑                       | |
| 第33号 | 明治8年3月（4月6日）          | 中村正直 | 善良なる母を造る説             | 人民の質を上げるには、幼児教育が肝要であり、そのためには賢母が必要である、賢母育成は女子教育によらねばならない、と説く。                   |
| 第33号 | 明治8年3月（4月6日）          | 西村茂樹 | 賊説                           | 朝敵を全て賊とする感覚は、外国を夷狄とするもの変わりなく、それを唱える者は「知識狭隘」であると断定する。                                   |
| 第33号 | 明治8年3月（4月6日）          | 柏原孝章 | 日曜日の説                     | |
| 第33号 | 明治8年3月（4月6日）          | 神田孝平 | 貨幣病根療治録貨幣四録四       | |
| 第34号 | 明治8年4月（4月25日?）        | 杉享二   | 想像鎖国説                     | 「ござる」調で書かれた論説。言文一致のはしりと指摘する研究もある。                                                                         |
| 第34号 | 明治8年4月（4月25日?）        | 神田孝平 | 貨幣四録附言                   | |
| 第34号 | 明治8年4月（4月25日?）        | 津田真道 | 情欲論                         | |
| 第35号 | 明治8年4月（5月14日）         | 中村正直 | 支那不可侮論                   | 中国を侮る風を戒める。中村は何如璋、黄遵憲など在日清国公使団と親しくしていた。                                                             |
| 第35号 | 明治8年4月（5月14日）         | 阪谷素   | 天降説一                       | |
| 第35号 | 明治8年4月（5月14日）         | 津田真道 | 夫婦同権弁                     | 夫婦同権論への反論。女性の参政権を否定する。                                                                                               |
| 第36号 | 明治8年5月（5月20日）         | 阪谷素   | 天降説の続き                   | |
| 第36号 | 明治8年5月（5月20日）         | 西村茂樹 | 西語十二解一                   | 「文明開化」（シヴ井リゼーション）とは何か、というテーマの論説。                                                                           |
| 第37号 | 明治8年5月（6月7日）          | 西村茂樹 | 自主自由解西語十二解二         | 人民が享受すべき自由について論じる。「自由」という概念は、当時未だ新しいものに属した。『明六雑誌』内でも議論されている。                   |
| 第37号 | 明治8年5月（6月7日）          | 中村正直 | 賞罰毀誉論                     | |
| 第37号 | 明治8年5月（6月7日）          | 神田孝平 | 鉄山を開くへきの議             | |
| 第38号 | 明治8年6月（6月14日）         | 西周     | 人生三宝説一                   | |
| 第38号 | 明治8年6月（6月14日）         | 阪谷素   | 転換蝶鉸説                     | |
| 第39号 | 明治8年6月（6月25日）         | 西周     | 人生三宝説二                   | |
| 第39号 | 明治8年6月（6月25日）         | 西村茂樹 | 政府与人民異利害論             | 「与」はと（=and）に同じ。政府と人民の間の利害対立について、「公利」・「私利」という観点から論ずる。                                       |
| 第39号 | 明治8年6月（6月25日）         | 中村正直 | 西学一斑七                     | |
| 第40号 | 明治8年8月（9月5日）          | 西周     | 人生三宝説三                   | |
| 第40号 | 明治8年8月（9月5日）          | 阪谷素   | 養精神一説                     | |
| 第41号 | 明治8年8月（9月5日）          | 津田真道 | 死刑論                         | |
| 第41号 | 明治8年8月（9月5日）          | 津田仙   | 禾花媒助法之説                 | |
| 第41号 | 明治8年8月（9月5日）          | 阪谷素   | 養精神一説二                   | |
| 第42号 | 明治8年10月（10月10日、16日） | 西村茂樹 | 権理解 西語十二解三            | 「権理」とは権利。 “right”についての論説。                                                                                                 |
| 第42号 | 明治8年10月（10月10日、16日） | 西周     | 人生三宝説四                   | |
| 第42号 | 明治8年10月（10月10日、16日） | 津田真道 | 廃娼論                         | |
| 第43号 | 明治8年11月（11月14日）       | 西村茂樹 | 転換説                         | |
| 第43号 | 明治8年11月（11月14日）       | 阪谷素   | 尊王攘夷説                     | |